# Estadio El Ejido
El Estadio El Ejido fue un estadio de fútbol multipropósito. Su diseño arquitectónico correspondía al estilo art déco y contaba con una capacidad para 20.000 espectadores.

## Localización y significado histórico
Ubicado entre las avenidas 12 de Octubre y Tarqui (frente al Parque El Ejido) en el centro de la ciudad de Quito, fue inaugurado en 1932 y demolido en 1976 convirtiéndose en el estadio de fútbol profesional más antiguo, legendario y tradicional de Quito. 
Sede de partidos del Campeonato Amateur de Pichincha, del Campeonato Interandino, En estas instalaciones se vivían los mayores clásicos del balompié capitalino y fue sede del primer partido oficial del Campeonato Nacional de Fútbol Ecuatoriano en 1957 en donde se enfrentaron Deportivo Quito y Barcelona.

## Sede de clubes deportivos
El estadio cumplió un gran papel en el fútbol local, ya que antes de la construcción e inauguración del Estadio Olímpico Atahualpa y del Estadio Universitario César Aníbal Espinoza lo utilizaba la Liga Deportiva Universitaria de Quito, Aucas, Deportivo Quito, América de Quito, Atahualpa, Selección de Pichincha, Argentina, Mariscal Sucre, Selección del Ejército, España, Politécnico, Gladiador, Titán, Sacramento, Crack, Gimnástico Dodge, Quito Libertad, Club Independiente, Club Nacional, Club Quito Moderno, San Lorenzo de La Vicentina, Shyris, 10 de agosto, Puebla Junior de Chimbacalle, Chacarita de Chimbacalle, Atlanta de Chimbacalle, entre otros legendarios equipos profesionales y amateurs quiteños de los años 30, 40 y 50 cuando jugaba de local en este estadio desde hace algunos años.

## Historia
El Estadio El Ejido, o también conocido como “El Arbolito”, la denominación popular, según quienes lo conocieron, obedecía a la especie arbórea que existía en uno de los graderíos, era un legendario estadio de fútbol, ubicado entre las avenidas 12 de Octubre entre Patria y Tarqui en el centro de la ciudad de Quito. Fue inaugurado en 1932 y fue demolido en 1976. Era el estadio de fútbol profesional más antiguo, legendario y tradicional de la ciudad. En él se vivían los mayores clásicos del balompié capitalino y fue sede del primer partido oficial del Campeonato Ecuatoriano De Fútbol en 1957 en donde se enfrentaron Sociedad Deportivo Quito y Barcelona SC .
En su diseño arquitectónico corresponde al estilo art déco y contaba con una capacidad para 20.000 espectadores. El estadio cumplió un gran papel en el fútbol de Pichincha, pues ahí se desarrollaban los partidos de los equipos profesionales y amateurs quiteños de los años 30, 40 y 50.
Acerca de competencias deportivas, este estadio acogió a nivel nacional, fue sede de la II Olimpiada Nacional Quito 1935.
Cuando se creó el estadio la cancha era de tierra y apenas había una pequeña tribuna de madera y tres gradas de yerba y tierra. En 1947 empezó la obra de convertir la cancha con césped, drenaje, graderías de ladrillo revestidas con cemento y una nueva y espaciosa tribuna.
El viejo estadio fue testigo de miles de historias del fútbol quiteño, se han desarrollado torneos provinciales y nacionales, solo Barcelona logró ser primer campeón del Ecuador en esa cancha. Esto sucedió en 1960. Sin embargo, con la inauguración del Estadio Olímpico Atahualpa el 25 de noviembre de 1951, el estadio El Arbolito fue abandonado y en lenta agonía fue olvidado hasta que finalmente, 25 años después en 1976 el antiguo Estadio El Arbolito fue demolido tras 44 años de historia. En 1976 el Municipio recibió de la Concentración Deportiva de Pichincha, el antiguo Estadio El Arbolito, en el Ejido, y a su vez la entregó el actual Estadio Olímpico Atahualpa.

## La desaparición
En 1976 el antiguo Estadio El Ejido se transformó y convirtió en el actual Parque El Arbolito.